# Карл Канґер
Карл Канґер (ест. Karl Kanger; 27 лютого 1898 — березень 1986) — естонський і радянський військовий і політичний діяч, полковник ЗС СРСР.

## Життєпис
Народився 1898 року. Естонець за національністю, член ВКП(б) з 1917 року.
Службу розпочав у 3-му Естонському піхотному полку Російської імператорської армії як прапорщик. Учасник громадянської війни у Росії та Естонської визвольної війни на боці червоних. В 1918 брав участь у битві за Нарву як командир 2-ї роти 1-го батальйону 2-го Вільяндиського естонського комуністичного стрілкового полку .
Службу в РСЧА проходив з 1918 по 1938 роки. Учасник битв на Калінінському фронті Німецько-радянської війни, а також боїв в Естонії, з липня 1941 — командир Таллінського полку робітників. З 1 грудня 1941 по 30 червня 1942 — командир 7-ї стрілецької дивізії. З 24 червня по 28 вересня 1942 — командир 249-ї стрілецької дивізії.
З 1942 — заступник командувача 8-м Естонським стрілецьким корпусом. Підвищений до підполковника 4 жовтня 1942 року. У грудні 1942 року був контужений у боях за Великі Луки. 14 вересня 1943 року представлявся до ордена Вітчизняної війни І ступеня.
Після війни якийсь час був військовим комісаром Естонської РСР. У відставці з 10 жовтня 1947 року. Автор мемуарів «Спогади про бойові дні» (ест. Mälestusi võitluspäevilt), опублікованих в 1958 році. У 1961 році Кангер звернувся з листом до ЦК КПРС з проханням прискорити процес встановлення пам'ятника естонським комуністам, які загинули під час битви за Нарву, оскільки Рада міністрів ЕРСР просто не діяла.
Дружина — Лідія (пом. 17 серпня 1977).
Помер у березні 1986 року. Похований на Талліннському цвинтарі Рахумяе 14 березня.

## Нагороди
- Орден Вітчизняної війни І ступеня (6 листопада 1985)[8]
- Орден Червоного Прапора[9]
- Орден Леніна
- Медаль «За перемогу над Німеччиною у Великій Вітчизняній війні 1941—1945 гг.»

## Онлайн-посилання
- Raadiosaate «Kirjutamata memuaarid» 1. osa(ест.)
- Raadiosaate «Kirjutamata memuaarid» 2. osa(ест.)
- Raadiosaate «Kirjutamata memuaarid» 3. osa(ест.)